# Bí mật nàng fangirl
Bí mật nàng fangirl (tiếng Hàn: 그녀의 사생활) là một bộ phim truyền hình Hàn Quốc ra mắt năm 2019, được viết bởi biên kịch Kim Hye-young và đạo diễn bởi Hong Jong-chan, với sự tham gia của Park Min-young, Kim Jae-wook và Ahn Bo-hyun. Được phát triển bởi Studio Dragon và sản xuất bởi Bon Factory Worldwide, bộ phim dựa trên cuốn tiểu thuyết Hàn Quốc có tên Noona Fan Dot Com (tiếng Hàn: 누나팬닷컴) được viết bởi Kim Sung-yeon và xuất bản năm 2007. Bộ phim được phát sóng trên tvN từ ngày 10 tháng 4 đến ngày 30 tháng 5 năm 2019.

## Nội dung
Sung Deok-mi (Park Min-young) là người phụ trách của Bảo tàng Nghệ thuật Cheum, cô có một bí mật: đó là một fangirl cuồng tín của Cha Shi-an (ONE) của White Ocean. Ngoài ra, cô cũng là người quản lý fansite của "Shi-an is My Life" nổi tiếng. Ryan Gold (Kim Jae-wook) là một nghệ sĩ nổi tiếng, người phát triển hội chứng Stendhal, cuối cùng đã nghỉ hưu như một nghệ sĩ. Sau khi ông chủ hiện tại, Uhm So-hye (Kim Sun-young), bị điều tra vì tham ô, Ryan Gold trở thành Giám đốc nghệ thuật mới của Bảo tàng nghệ thuật Cheum.
Sau khi có tin đồn rằng Deok-mi và Shi-an đang hẹn hò, Ryan đề nghị anh và Deok-mi giả vờ hẹn hò để tránh xa những người hâm mộ của Shi-an, những người đe dọa sẽ làm hại cô. Tuy nhiên, Sindy (Kim Bo-ra), một người quản lý fansite khác của Cha Shi-an, tìm được một công việc thực tập trong bảo tàng để chứng minh rằng Ryan và Deok-mi là một cặp đôi giả, khiến cả hai không còn lựa chọn nào khác ngoài tiếp tục ngay cả trong công việc.

## Diễn viên

### Vai chính
- Park Min-young / Sung Deok-mi[5][6]
- Kim Jae-wook / Ryan Gold / Heo Yoon-je[5][7]
- Ahn Bo-hyun / Nam Eun-gi[8]
- Jung Jae-won / Cha Shi-an[9]

### Vai phụ
- Maeng Sang-hoon / Sung Geun-ho[10]: cha của Deok-mi
- Kim Mi-kyung / Go Young-sook[10]: mẹ của Deok-mi
- Park Jin-joo / Lee Seon-joo[8] bạn thân của Deok-mi
- Kim Sun-young / Uhm So-hye[10]: chủ tịch viện bảo tàng
- Kim Bo-ra / Sindy (Kim Hyo-jin) [11]
- Jung Won-chang / Kim Yoo-seob[cần dẫn nguồn]
- Seo Ye-hwa / Yoo Kyung-ah[cần dẫn nguồn]
- Im Ji-kyu / Kang Seung-min[10]
- Yoo Yong-min / Joo-hyuk[12]
- Hong Seo-young / Choi Da-in[8]
- Park Myung-shin / Nam Se-yeon[10]
- Lee Il-hwa / Gong Eun-young (Lee Sol)

### Khách mời
- IN2IT các thành viên của White Ocean (tập 1)[13]
  - Hyunuk
  - Inho
  - Inpyo
  - Jiahn
- Kim Ho-chang / bác sĩ của Ryan Gold's (Tập 1)[14]
- Kim Young-ok / bà của Duk-mi (Tập 4)[15]
- Hwang Hyo-eun / đại diện của Ryan Gold (tập 5, 9)
- Jeong Su-yeong / thầy bói Pháp (Tập 7)
- Park Seul-gi / MC của buổi triển lãm Cha Shi-an's (Tập 7)[16]
- Lee Han-wi / Kim Moo-san, chồng của Eom So-hye(Tập 16)

## Sản xuất
- Buổi đọc kịch bản đầu tiên được tổ chức vào ngày 25 tháng 2 năm 2019 với sự tham dự của các diễn viên và đoàn làm phim.[17]
- Đây là lần thứ hai Kim Mi-kyung đóng vai mẹ của Park Min-young trong một bộ phim truyền hình, sau Sungkyunkwan Scandal (2010).[18]

## Nhạc phim

### Phần 1
| Phát hành vào 11 tháng 4 năm 2019 | Phát hành vào 11 tháng 4 năm 2019 | Phát hành vào 11 tháng 4 năm 2019    | Phát hành vào 11 tháng 4 năm 2019 | Phát hành vào 11 tháng 4 năm 2019 | Phát hành vào 11 tháng 4 năm 2019 |
| STT                               | Nhan đề                           | Phổ lời                              | Phổ nhạc                          | Nghệ sĩ                           | Thời lượng                        |
| --------------------------------- | --------------------------------- | ------------------------------------ | --------------------------------- | --------------------------------- | --------------------------------- |
| 1.                                | "Help Me"                         | Park Geun-cheol Lim Hyun-joon Soyeon | Park Geun-cheol Lim Hyun-joon     | (G)I-DLE                          | 3:58                              |
| 2.                                | "Help Me" (Inst.)                 |                                      | Park Geun-cheol Lim Hyun-joon     |                                   | 3:58                              |
| Tổng thời lượng:                  | Tổng thời lượng:                  | Tổng thời lượng:                     | Tổng thời lượng:                  | Tổng thời lượng:                  | 7:56                              |

### Phần 2
| Phát hành vào 18 tháng 4 năm 2019 | Phát hành vào 18 tháng 4 năm 2019 | Phát hành vào 18 tháng 4 năm 2019 | Phát hành vào 18 tháng 4 năm 2019 | Phát hành vào 18 tháng 4 năm 2019 | Phát hành vào 18 tháng 4 năm 2019 |
| STT                               | Nhan đề                           | Phổ lời                           | Phổ nhạc                          | Nghệ sĩ                           | Thời lượng                        |
| --------------------------------- | --------------------------------- | --------------------------------- | --------------------------------- | --------------------------------- | --------------------------------- |
| 1.                                | "Floating" (둥둥)                 | Kim Ho-kyung                      | 1601                              | Hong Dae-kwang                    | 3:22                              |
| 2.                                | "Floating" (Inst.)                |                                   | 1601                              |                                   | 3:22                              |
| Tổng thời lượng:                  | Tổng thời lượng:                  | Tổng thời lượng:                  | Tổng thời lượng:                  | Tổng thời lượng:                  | 6:44                              |

### Phần 3
| Phát hành vào 25 tháng 4 năm 2019 | Phát hành vào 25 tháng 4 năm 2019 | Phát hành vào 25 tháng 4 năm 2019 | Phát hành vào 25 tháng 4 năm 2019 | Phát hành vào 25 tháng 4 năm 2019 | Phát hành vào 25 tháng 4 năm 2019 |
| STT                               | Nhan đề                           | Phổ lời                           | Phổ nhạc                          | Nghệ sĩ                           | Thời lượng                        |
| --------------------------------- | --------------------------------- | --------------------------------- | --------------------------------- | --------------------------------- | --------------------------------- |
| 1.                                | "Shining Star"                    | Glody                             | Glody Vulcan4 Hidden Card         | IN2IT                             | 2:56                              |
| 2.                                | "Shining Star" (Inst.)            |                                   | Glody Vulcan4 Hidden Card         |                                   | 2:56                              |
| Tổng thời lượng:                  | Tổng thời lượng:                  | Tổng thời lượng:                  | Tổng thời lượng:                  | Tổng thời lượng:                  | 5:52                              |

### Phần 4
| Phát hành vào 2 tháng 5 năm 2019 | Phát hành vào 2 tháng 5 năm 2019 | Phát hành vào 2 tháng 5 năm 2019 | Phát hành vào 2 tháng 5 năm 2019 | Phát hành vào 2 tháng 5 năm 2019 | Phát hành vào 2 tháng 5 năm 2019 |
| STT                              | Nhan đề                          | Phổ lời                          | Phổ nhạc                         | Nghệ sĩ                          | Thời lượng                       |
| -------------------------------- | -------------------------------- | -------------------------------- | -------------------------------- | -------------------------------- | -------------------------------- |
| 1.                               | "Maybe"                          | Galactika                        | Athena Galactika                 | Lee Hae-ri (Davichi)             | 3:48                             |
| 2.                               | "Maybe" (Inst.)                  |                                  | Athena Galactika                 |                                  | 3:48                             |
| Tổng thời lượng:                 | Tổng thời lượng:                 | Tổng thời lượng:                 | Tổng thời lượng:                 | Tổng thời lượng:                 | 7:36                             |

### Phần 5
| Phát hành vào 9 tháng 5 năm 2019 | Phát hành vào 9 tháng 5 năm 2019 | Phát hành vào 9 tháng 5 năm 2019 | Phát hành vào 9 tháng 5 năm 2019 | Phát hành vào 9 tháng 5 năm 2019 | Phát hành vào 9 tháng 5 năm 2019 |
| STT                              | Nhan đề                          | Phổ lời                          | Phổ nhạc                         | Nghệ sĩ                          | Thời lượng                       |
| -------------------------------- | -------------------------------- | -------------------------------- | -------------------------------- | -------------------------------- | -------------------------------- |
| 1.                               | "Happy"                          | Joo Seong-geun Alan JS Han       | Oh Ji-hyeon Joo Seong-geun       | 1415                             | 3:05                             |
| 2.                               | "Happy" (Inst.)                  |                                  | Oh Ji-hyeon Joo Seong-geun       |                                  | 3:05                             |
| Tổng thời lượng:                 | Tổng thời lượng:                 | Tổng thời lượng:                 | Tổng thời lượng:                 | Tổng thời lượng:                 | 6:10                             |

### Phần 6
| Phát hành vào 16 tháng 5 năm 2019 | Phát hành vào 16 tháng 5 năm 2019 | Phát hành vào 16 tháng 5 năm 2019 | Phát hành vào 16 tháng 5 năm 2019 | Phát hành vào 16 tháng 5 năm 2019 | Phát hành vào 16 tháng 5 năm 2019 |
| STT                               | Nhan đề                           | Phổ lời                           | Phổ nhạc                          | Nghệ sĩ                           | Thời lượng                        |
| --------------------------------- | --------------------------------- | --------------------------------- | --------------------------------- | --------------------------------- | --------------------------------- |
| 1.                                | "Think of You"                    | Kim Ho-kyung                      | 1601                              | Ha Sung-woon                      | 4:18                              |
| 2.                                | "Think of You" (Inst.)            |                                   | 1601                              |                                   | 4:18                              |
| Tổng thời lượng:                  | Tổng thời lượng:                  | Tổng thời lượng:                  | Tổng thời lượng:                  | Tổng thời lượng:                  | 8:36                              |

### Phần 7
| Phát hành vào 23 tháng 5 năm 2019 | Phát hành vào 23 tháng 5 năm 2019 | Phát hành vào 23 tháng 5 năm 2019 | Phát hành vào 23 tháng 5 năm 2019 | Phát hành vào 23 tháng 5 năm 2019 | Phát hành vào 23 tháng 5 năm 2019 |
| STT                               | Nhan đề                           | Phổ lời                           | Phổ nhạc                          | Nghệ sĩ                           | Thời lượng                        |
| --------------------------------- | --------------------------------- | --------------------------------- | --------------------------------- | --------------------------------- | --------------------------------- |
| 1.                                | "Smile Again"                     | Park Geun-chul DANI               | RUNY JUNO                         | RUNY                              | 3:21                              |
| 2.                                | "Smile Again" (Inst.)             |                                   | RUNY JUNO                         |                                   | 3:21                              |
| Tổng thời lượng:                  | Tổng thời lượng:                  | Tổng thời lượng:                  | Tổng thời lượng:                  | Tổng thời lượng:                  | 6:42                              |

| Disc 2: | Disc 2:                          | Disc 2:         | Disc 2:    |
| STT     | Nhan đề                          | Nghệ sĩ         | Thời lượng |
| ------- | -------------------------------- | --------------- | ---------- |
| 1.      | "Starstruck Accident"            | Various Artists | 2:14       |
| 2.      | "Hello!Ryan gold Hello!"         | Various Artists | 2:08       |
| 3.      | "Romance of Deokhoo"             | Various Artists | 2:25       |
| 4.      | "Mr. Wolf"                       | Various Artists | 1:53       |
| 5.      | "Trauma"                         | Various Artists | 3:37       |
| 6.      | "Ddu Ddu"                        | Various Artists | 2:22       |
| 7.      | "Thinking Lion"                  | Various Artists | 2:22       |
| 8.      | "Lazy Violin"                    | Various Artists | 2:27       |
| 9.      | "Code name Sinagil"              | Various Artists | 2:38       |
| 10.     | "Rabbit Couple"                  | Various Artists | 2:55       |
| 11.     | "Photo Zone"                     | Various Artists | 1:30       |
| 12.     | "Water Drops"                    | Various Artists | 2:50       |
| 13.     | "The goddess of cannon"          | Various Artists | 2:07       |
| 14.     | "U, Who?"                        | Various Artists | 2:03       |
| 15.     | "Good and Gone"                  | Various Artists | 3:20       |
| 16.     | "The Age of Deokhoo"             | Various Artists | 2:15       |
| 17.     | "Draw the Line"                  | Various Artists | 1:57       |
| 18.     | "Home Master"                    | Various Artists | 2:32       |
| 19.     | "Story of us"                    | Various Artists | 4:45       |
| 20.     | "The best golden lion"           | Various Artists | 1:58       |
| 21.     | "The Picture of the Water drops" | Various Artists | 2:13       |
| 22.     | "Idol fan club"                  | Various Artists | 2:50       |
| 23.     | "I like you"                     | Various Artists | 4:00       |
| 24.     | "Deokjil Mate"                   | Various Artists | 2:06       |
| 25.     | "Sweet Day"                      | Various Artists | 1:08       |
| 26.     | "Crayon"                         | Various Artists | 1:49       |
| 27.     | "Deokhoo's song"                 | Various Artists | 1:59       |
| 28.     | "Busy Day"                       | Various Artists | 1:27       |
| 29.     | "The game of wit"                | Various Artists | 1:46       |
| 30.     | "Like this"                      | Various Artists | 2:14       |
| 31.     | "Missing"                        | Various Artists | 4:08       |
| 32.     | "Deokming out"                   | Various Artists | 1:53       |

## Tỷ lệ người xem
| Mùa | Mùa | Số tập | Số tập | Số tập | Số tập | Số tập | Số tập | Số tập | Số tập | Số tập | Số tập | Số tập | Số tập | Số tập | Số tập | Số tập | Số tập | Trung bình |
| Mùa | Mùa | 1      | 2      | 3      | 4      | 5      | 6      | 7      | 8      | 9      | 10     | 11     | 12     | 13     | 14     | 15     | 16     | Trung bình |
| --- | --- | ------ | ------ | ------ | ------ | ------ | ------ | ------ | ------ | ------ | ------ | ------ | ------ | ------ | ------ | ------ | ------ | ---------- |
|     | 1   | 624    | 596    | 656    | 677    | 688    | 644    | 672    | 739    | 787    | 691    | 703    | 747    | 658    | 610    | 636    | 629    | 672        |

| Tập. | Ngày phát sóng           | Tỷ lệ người xem trung bình | Tỷ lệ người xem trung bình | Tỷ lệ người xem trung bình |
| Tập. | Ngày phát sóng           | AGB Nielsen                | AGB Nielsen                | TNmS                       |
| Tập. | Ngày phát sóng           | Toàn quốc                  | Seoul                      | Toàn quốc                  |
| --- | ------------------------ | -------------------------- | -------------------------- | -------------------------- |
| 1 | ngày 10 tháng 4 năm 2019 | 2.661%                     | 3.572%                     | 3.395%                     |
| 2 | ngày 11 tháng 4 năm 2019 | 2.410%                     | 2.921%                     | 3.504%                     |
| 3 | ngày 17 tháng 4 năm 2019 | 2.432%                     | 2.576%                     | 3.153%                     |
| 4 | ngày 18 tháng 4 năm 2019 | 2.347%                     | 2.600%                     | 3.120%                     |
| 5 | ngày 24 tháng 4 năm 2019 | 2.539%                     | 3.079%                     | 3.091%                     |
| 6 | ngày 25 tháng 4 năm 2019 | 2.675%                     | 3.392%                     | 2.986%                     |
| 7 | ngày 1 tháng 5 năm 2019  | 2.716%                     | 3.364%                     | 3.213%                     |
| 8 | ngày 2 tháng 5 năm 2019  | 2.808%                     | 3.246%                     | 3.608%                     |
| 9 | ngày 8 tháng 5 năm 2019  | 3.085%                     | 3.381%                     | 3.814%                     |
| 10 | ngày 9 tháng 5 năm 2019  | 2.730%                     | 3.243%                     | 3.368%                     |
| 11 | ngày 15 tháng 5 năm 2019 | 2.697%                     | 3.250%                     | 3.808%                     |
| 12 | ngày 16 tháng 5 năm 2019 | 2.793%                     | 3.587%                     | 3.570%                     |
| 13 | ngày 22 tháng 5 năm 2019 | 2.655%                     | 3.008%                     | 3.346%                     |
| 14 | ngày 23 tháng 5 năm 2019 | 2.735%                     | 2.888%                     | 3.478%                     |
| 15 | ngày 29 tháng 5 năm 2019 | 2.474%                     | 2.618%                     | 3.495%                     |
| 16 | ngày 30 tháng 5 năm 2019 | 2.864%                     | 3.341%                     | 3.279%                     |
| Trung bình | Trung bình               | 2.664%                     | 3.129%                     | 3.389%                     |
| - Trong bảng trên đây, số màu xanh biểu thị cho tỷ lệ người xem thấp nhất và số màu đỏ biểu thị cho tỷ lệ người xem cao nhất. - Bộ phim này được phát sóng trên hệ thống các kênh truyền hình cáp/trả phí nên số lượng người xem thấp hơn so với truyền hình miễn phí (ví dụ như KBS, SBS, MBC hay EBS). |                          |                            |                            |                            |

## Giải thưởng
| Năm  | Giải thưởng                   | Hạng mục               | người nhận           | Kết quả | Chú thích |
| ---- | ----------------------------- | ---------------------- | -------------------- | ------- | --------- |
| 2019 | Korea Drama Awards lần thứ 12 | Nhạc phim gốc hay nhất | "Maybe" (Lee Hae-ri) | Đề cử   | [ 44 ]    |

## Phát sóng quốc tế
- Philippines - GMA (2020)
- Singapore,  Malaysia,  Indonesia - tvN Asia (2019)